# Plectaster decanus
Plectaster decanus är en sjöstjärneart som först beskrevs av Müller och Franz Hermann Troschel 1843.  Plectaster decanus ingår i släktet Plectaster och familjen krullsjöstjärnor. Inga underarter finns listade i Catalogue of Life.